# Représentations diplomatiques au Ghana
Cette page répertorie les représentations diplomatiques au Ghana. La capitale Accra abrite actuellement 67 ambassades/hauts-commissariats.

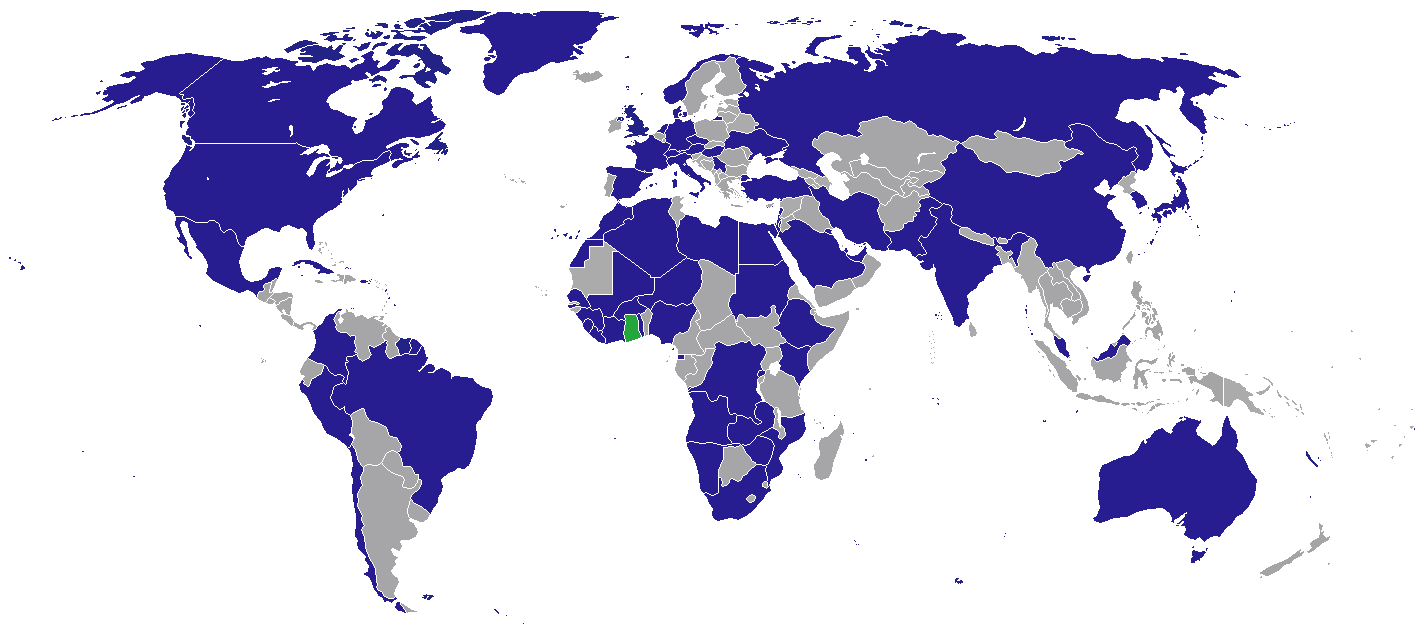
Carte des représentations diplomatiques au Ghana

## Ambassades et hauts commissariats à Accra
- Afrique du Sud
- Algérie
- Allemagne
- Angola
- Arabie saoudite
- Australie[1]
- Bénin
- Brésil
- Burkina Faso
- Canada[2]
- Chili
- Chine
- Colombie
- Corée du Sud
- Côte d'Ivoire
- Cuba[3]
- Danemark[4]
- Émirats arabes unis[5]
- Égypte[6]
- Espagne[7]
- États-Unis[8]
- Éthiopie
- France[9]
- Guinée
- Guinée équatoriale
- Hongrie[10]
- Inde[11]
- Iran
- Israël[12]
- Italie[13]
- Japon[14]
- Koweït
- Liban[15]
- Liberia
- Libye
- Malaisie[16]
- Mali
- Malte[17]
- Maroc
- Mexique[18]
- Namibie
- Niger
- Nigeria[19]
- Norvège[20]
- Pakistan
- Palestine
- Pays-Bas[21]
- Pérou
- Qatar
- République arabe sahraouie démocratique
- République tchèque[22]
- Royaume-Uni[23]
- Russie[24]
- Sénégal[25]
- Sierra Leone
- Soudan
- Suisse[26]
- Suriname
- Togo[27]
- Turquie[28]
- Vatican
- Zambie
- Zimbabwe[29]

## Autres missions à Accra
- Union européenne (délégation)

### Galerie

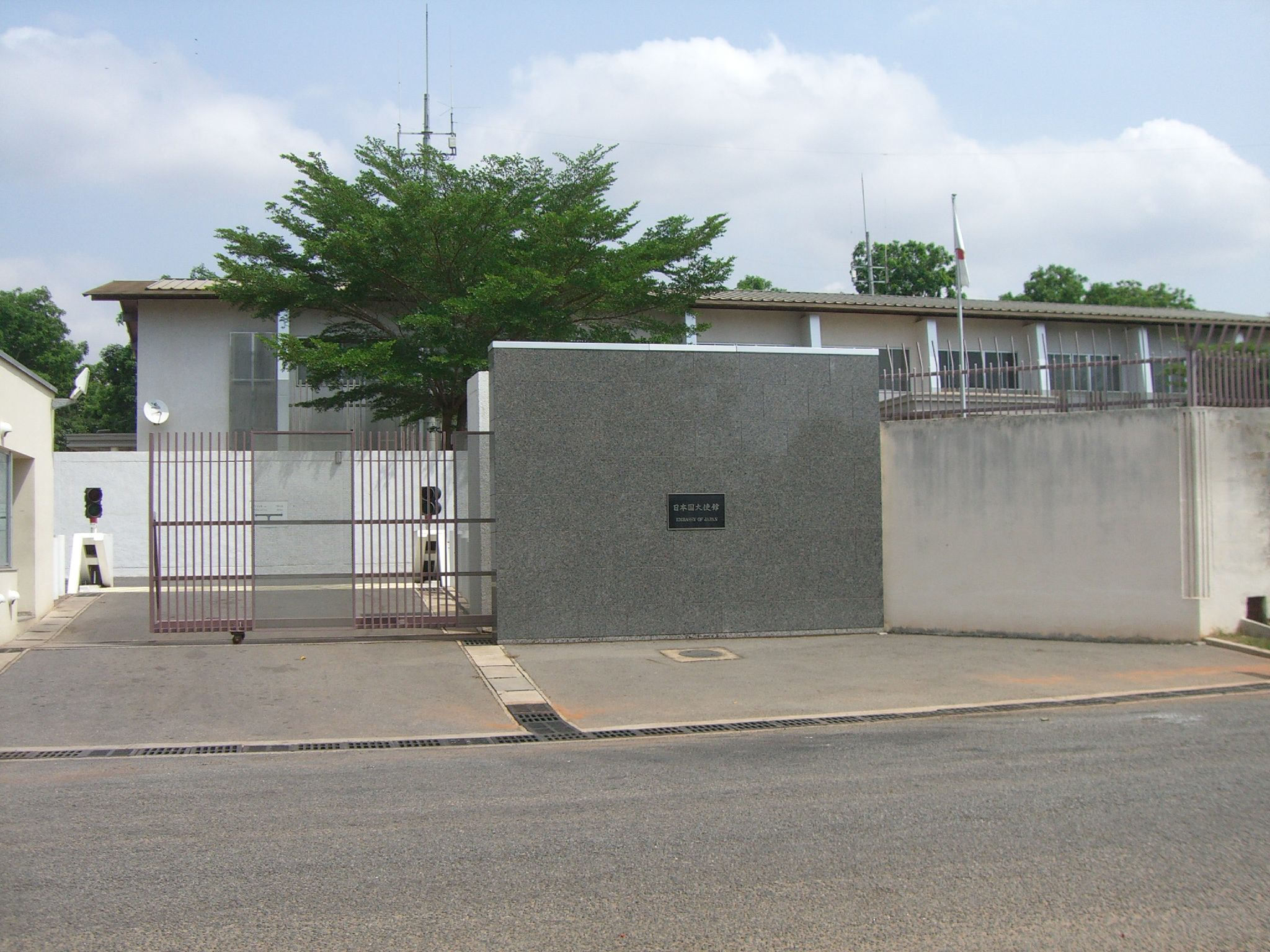
Ambassade du Japon à Accra
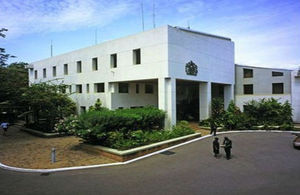
Haut-commissariat du Royaume-Uni à Accra

## Ambassades et hauts-commissariats non résidents
À Abuja, sauf indication contraire
| - Argentine - Autriche - Bangladesh (Dakar) - Belgique (Abidjan) - Botswana (Windhoek) - Bulgarie - Cameroun (Abidjan) - Chypre (Le Caire) - Croatie (Londres) - Finlande - Gambie (Abuja) - Grèce - Indonésie - Irlande - Lesotho (Tripoli) | - Nouvelle-Zélande (Addis-Abeba) - Philippines - Pologne - Portugal - Roumanie - Serbie - Singapour (Singapour) - Slovaquie - Suède - Tanzanie - Trinité-et-Tobago - Ukraine - Uruguay (Pretoria) - Viêt Nam |